# Denjiro Maru
Pour les articles homonymes, voir Maru (homonymie).
 (octobre 2020).
丸 伝次郎 (Maru Denjirō)
Œuvres principales
- Détective Conan

Denjiro Maru (丸 伝次郎 / マル デンジロウ, Maru Denjirō) est un dessinateur de bandes dessinées japonaises et illustrateur connu pour être l'un des assistants de Gosho Aoyama, écrivain de Détective Conan, avec Yutaka Abe (ja).

## Biographie
Il apparaît dans le volume 6 de Détective Conan comme étant la victime de l'affaire du Meurtre du collectionneur d'antiquités, dans l'animé l'épisode 16. Il est doublé par Saburo Kamei (en). 